# 雅克·德拉罗西埃
雅克·德拉罗西埃·德尚弗（法語：Jacques de Larosière de Champfeu，發音：[ʒak də laʁozjɛʁ də ʃɑ̃fø]；1929年11月12日—）是一位法国银行家，曾任欧洲复兴开发银行第二任行长、法兰西银行行长、國際貨幣基金組織执行主席等，主要作品有《金融危机五十年》（ 50 Ans de Crises Financières）等。